# Лубомбо
Лубомбо (англ. и свати Lubombo) — административный округ на востоке Эсватини. Территория 5 945 км², население 194 217 человек (2010). Административный центр — город Ситеки. Граничит с остальными тремя округами страны — Хохо на севере, Манзини на западе, Шиселвени на юге, а также с Мозамбиком и ЮАР на востоке.

## География
Ландшафт горный, большую часть территории занимают горы Лебомбо.

## Административное деление
Округ Лубомбо делится на 11 районов (tinkhundla):
- Двокодвуени (Dvokodvweni)
- Хлане (Hlane)
- Ломахаша (Lomahasha)
- Лубули (Lubuli)
- Лугонголвени (Lugongolweni)
- Северный Матсанджени (Matsanjeni Nord)
- Мхлуме (Mhlume)
- Мпхолонджени (Mpholonjeni)
- Нкилонго (Nkilongo)
- Сипхофанени (Siphofaneni)
- Ситхобела (Sithobela)